# Ołena Chomrowa
Ołena Mykołajiwna Chomrowa (ukr.  Олена Миколаївна Хомрова; ur. 16 maja 1987 w Mikołajowie) – ukraińska szablistka, mistrzyni olimpijska, wielokrotna medalistka mistrzostw świata i Europy.
Podczas igrzysk olimpijskich w Pekinie w 2008 roku reprezentacja Ukrainy w składzie: Olha Żownir, Olha Charłan, Hałyna Pundyk i Ołena Chomrowa zdobyła złoty medal w zawodach drużynowych. W rywalizacji indywidualnej zajęła ósmą pozycję. Były to jej jedyne starty olimpijskie.
Na mistrzostwach świata w Antalyi w 2009 roku razem z Charłan, Pundyk i Żownir zdobyła drużynowo kolejny złoty medal. W tej samej konkurencji zdobywała również srebrne medale na mistrzostwach świata w Petersburgu (2007), mistrzostwach świata w Paryżu (2010), mistrzostwach świata w Katanii (2011) i mistrzostwach świata w Kijowie (2012). Podczas mistrzostw świata w Paryżu (2010) zdobyła też brązowy medal indywidualnie, plasując się za Mariel Zagunis z USA i Olhą Charłan.
Ponadto kilkukrotnie zdobywała medale mistrzostw Europy, w tym złote drużynowo: na mistrzostwach Europy w Płowdiwie w 2009 roku i na mistrzostwach Europy w Lipsku w 2010 roku. Indywidualnie w zawodach tego cyklu zdobyła jeden medal - brązowy na mistrzostwach Europy w Gandawie w 2007 roku
Jej mężem jest Serhij Hładyr, mają córkę.